# 坚果兄弟
坚果兄弟（1981年—）本名楊胤，湖北人，是中國一位關注环境問題的行为艺术家，喜歡留馬尾辮或長髮。 他畢業於湖北大學中文系，之後在廣告公司待過。後來他希望通過自己的藝術作品讓人民和政府關注環境問題，並於2011年起開始創作。2015年，坚果兄弟收集灰尘雾霾制作雾霾砖後，他开始为大众所熟知。 他主要在深圳進行作品創作。坚果兄弟也因多次實地調查環境問題被警方帶走調查。